# Livade (Oprtalj)
Pour les articles homonymes, voir Livade.
Livade (en italien : Levade) est une localité de Croatie située en Istrie, dans la municipalité d'Oprtalj, dans le comitat d'Istrie. En 2001, la localité comptait 225 habitants.

## Démographie
| 1948 | 1953 | 1961 | 1971 | 1981 | 1991 | 2001 |
| ---- | ---- | ---- | ---- | ---- | ---- | ---- |
| 391  | 366  | 283  | 192  | 199  | 208  | 225  |